# Carinoconus
Carinoconus es un género de foraminífero bentónico de la subfamilia Dictyoconinae, de la familia Orbitolinidae, de la superfamilia Orbitolinoidea, del suborden Orbitolinina y del orden Loftusiida. Su especie tipo es Paracoskinolina casterasi. Su rango cronoestratigráfico abarca desde el Albiense superior (Cretácico inferior) hasta el Cenomaniense inferior (Cretácico superior).

## Discusión
Clasificaciones previas incluían Carinoconus en el suborden Textulariina del orden Textulariida o en el orden Lituolida.

## Clasificación
Carinoconus incluye a las siguientes especies:
- Carinoconus casterasi †
- Carinoconus iraqiensis †